# Хиспано Суица 12Z
Хиспано Суица 127 је последњи модел серије авионских мотора V-12. Производња је почела након пада Француске током Другог светског рата. За време рата немачке окупационе снаге су спречиле масовнију производњу, а након њега, развој млазнох мотора је потиснуо овај тип и преузео примат. Произвођач је француска фабрика Хиспано-Суица (фр. Hispano-Suiza).

## Дизајн и развој
Главна разлика између модела 12Z и његовог претходника 12Y је у употреби четири вентила по цилиндру. То је повећало запремину и број обртаја у минуту са 2.400 на 2.700. Мотор је дизјаниран тако да се само може покренути на гориво октан 100, што је повећало степен компресије са 5,8:1 на 6,75:1. Све те измене утицале су на снагу мотора (1000 на 1300 КС и од 750 до 970 kW).
Међутим мотор је поседовао једноделни турбокомпресор, што је утицало на перформансе у виду максималне надморске висине лета авиона. 
Током 1939. прототип мотора модела 12Z-17, уграђен је у неколико модела авиона француског ваздухопловства (M.S.410 и M.S.410), чиме су њихове перформансе значајно побољшане. Масовна производња започета је у време капитулације Француске, што је утицало на даљи развој.
После Другог светског рата почела је производња мотора који су се покретали на гориво октан 92. То је био модел 12Z-89. Степен компресије је међутим врло мало повећан, свега на 7:1, а снага је смањена на 1.289 КС и број обртаја на 2.600. Овај модел мотора доживео је сличну судбину као његов претходник и никада није ушао у масовнију производњу или употребу. 

## Варијанте

### 12Z-1
Почетна верзија развијена од претходника 12Y, доживела масовну производњу.

### 12Z-17
Варијанта 12Z, која се од претходне Y разликовала по томе што је добила систем за директно убризгавање горива, појавила се пред капитулацију Француске јуна 1940. године. Производња овог мотора одвијала се током окупације Француске, а настављена је и по завршетку рата.
Радећи на побољшању ловца Икарус С-49А који је имао совјетски мотор ВК-105 а којих је било у врло ограниченим количинама, југословенски конструктори су у варијанту С уградили овај мотор између осталог и зато што је то био једини квалитетан и снажан тип мотора који је у том тренутку био доступан.

### 12Z-89
Послератни модел, смањених перформанси, неуспешан и никада није доживео масовнију производњу.

## Коришћење
- Икарус С-49
- Хиспано Авиасион HA-1112
- Брижет 482

## Спецификација

### Основне карактеристике
- Тип: V-12
- Дужина: 2.384 мм
- Ширина: 744 мм
- Пречник: 744 мм
- Маса: 72 кг

### Делови
- Компресор: једноделни центрифугални
- Комора за сагоревање: Прстенаста са ротационим убризгавањем горива
- Турбина: једноделна са 24 или 25 сечива
- Тип горива: Џет А1

### Одлике
- Макс. потисак: 1,6 kN
- Однос притиска: 3,95:1
- Температура турбине: 700°C
- Потрошња горива: 0.117 kg N-1 h-1
- Однос масе и потиска: 22,2 N kg-1